# Erskine Nicol
Erskine Nicol RSA ARA (3 juillet 1825 - 1904) est une figure écossaise et un peintre de genre.

## Biographie
Il est né à Leith le 3 juillet 1825, le fils aîné de James Main Nicol et de sa femme Margaret Alexander. Son père loue une propriété sur Lochend Road et travaille chez un marchand de vin (Wauchope & Moodie) au 133 Constitution Street. La famille déménage à Fife Place sur Leith Walk dans les années 1830,.
Après un premier apprentissage de décorateur, il se tourne vers l'art. Il est étudiant à la Trustees' Academy sur Picardie Place à Édimbourg, où il étudie avec William Allan et Thomas Duncan. Il enseigne d'abord en tant que maître d'art à l'ancienne école secondaire de Leith.
Nicol enseigne à Dublin, en Irlande, de 1845 à 1850, au plus fort de la famine irlandaise, et s'identifie à l'oppression du peuple irlandais et une grande partie de son travail dépeint les injustices infligées à la population irlandaise au cours du XIXe siècle.
En 1850, il retourne à Édimbourg. Il vit au 1 Blenheim Place, dans un bel appartement géorgien au sommet de Leith Walk. Il est nommé associé de la Royal Scottish Academy en 1851 et académicien en 1859.
Nicol expose à la Royal Academy et est nommé associé de la Royal Academy en 1866. Il expose également à la Royal Hibernian Academy et à la British Institution.
En 1862, il quitte Édimbourg et s'installe à St John's Wood à Londres, puis en 1864 s'installe au 24 Dawson Place dans l'ouest de Londres. Il achète également un atelier à Clonava dans le comté de Westmeath en Irlande et aime y finir des toiles jusqu'à ce que sa mauvaise santé l'oblige à interrompre ses voyages. Il utilise ensuite une église désaffectée à Pitlochry pour terminer ses travaux.
Il meurt au Dell, Feltham dans le Middlesex, le 8 mars 1904. Il est enterré avec sa seconde épouse à Rottingdean.
En 1905, la Royal Scottish Academy organise une exposition commémorative.

## Famille
Nicol s'est marié deux fois : d'abord en 1851 avec Janet Watson, décédée en 1863, laissant deux fils (dont John Watson Nicol (1856 - 1926), devenu peintre) et une fille ; et se remarie en 1865 à Margaret Mary Wood, qui lui survit, et dont il a deux fils (l'aîné, Erskine Edwin Nicol, devient également peintre) et une fille .

## Galerie

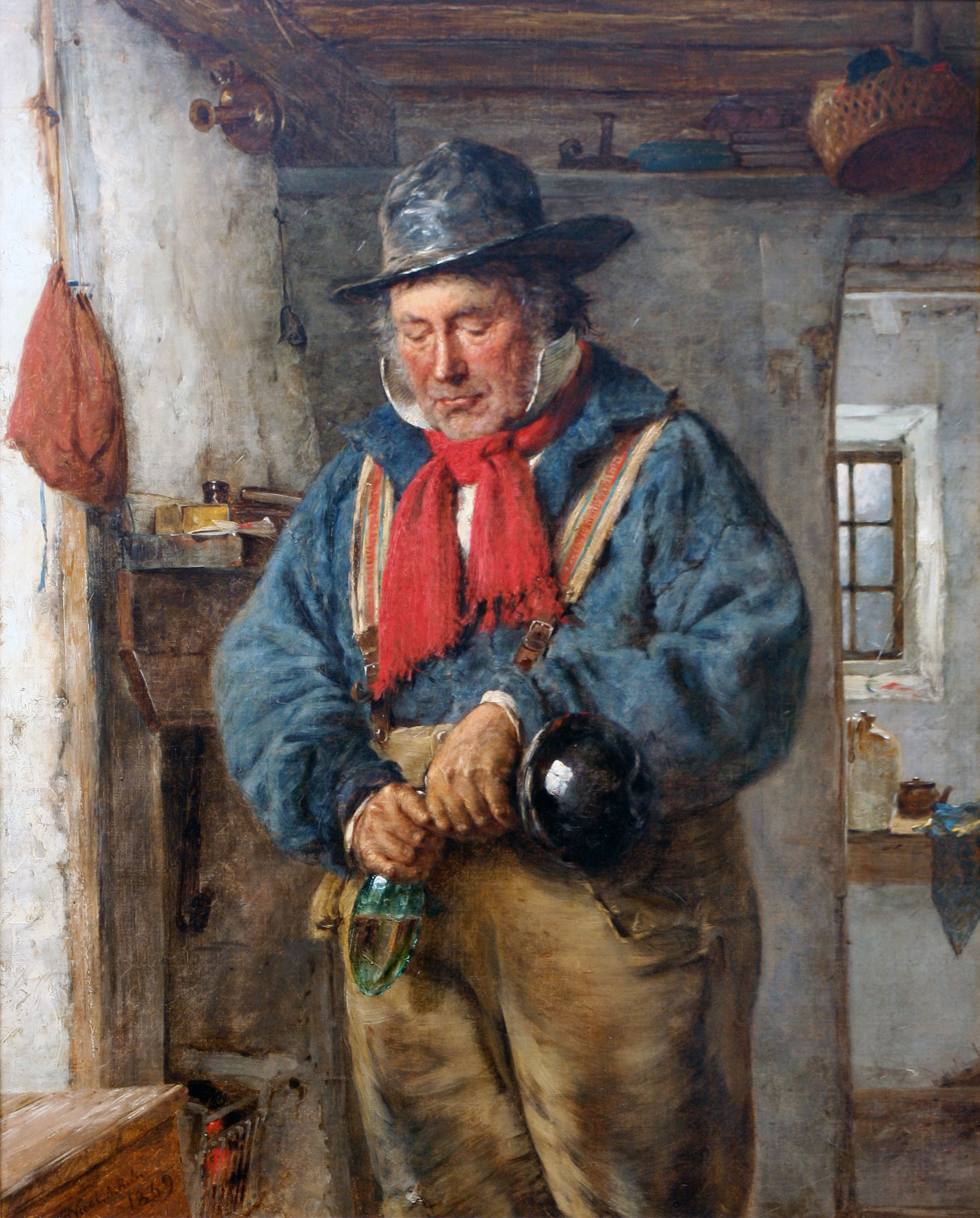
A Nip Against the Cold, 1869 - Huile sur carton entoilé 20 x 25 in. / 51 x 64 cm.
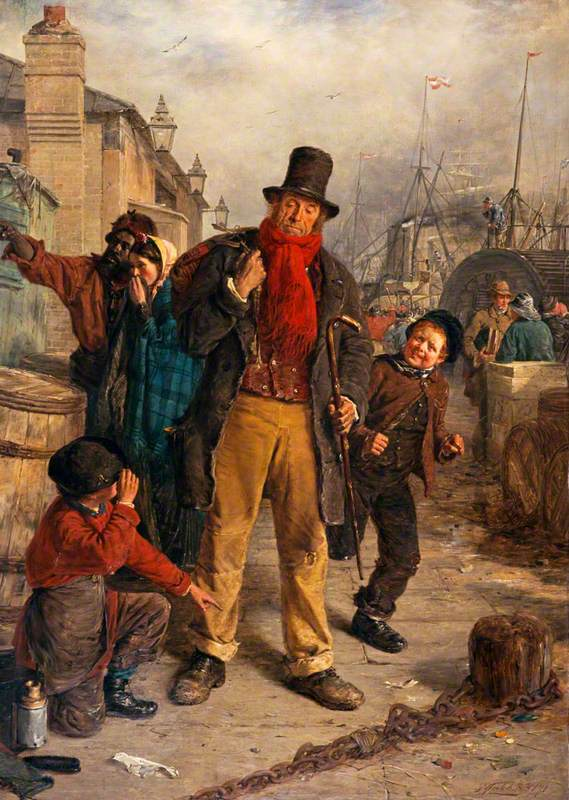
Erskine Nicol (1825-1904) - Un émigrant irlandais débarquant à Liverpool (Jim Blake débarquant à Liverpool)
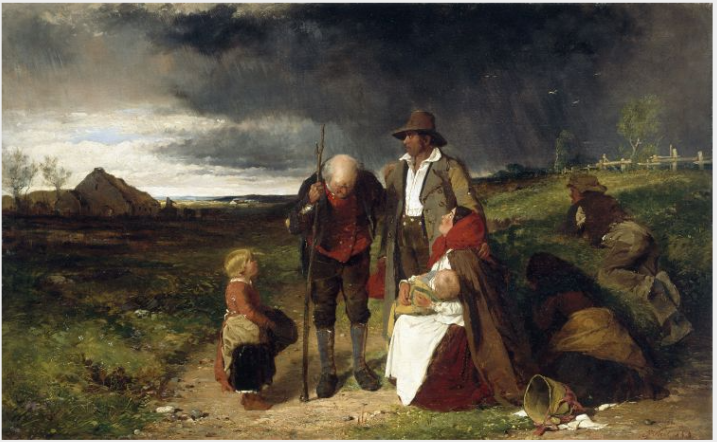
(An Ejected Family) - Des Irlandais expulsés en raison de la famine irlandaise.
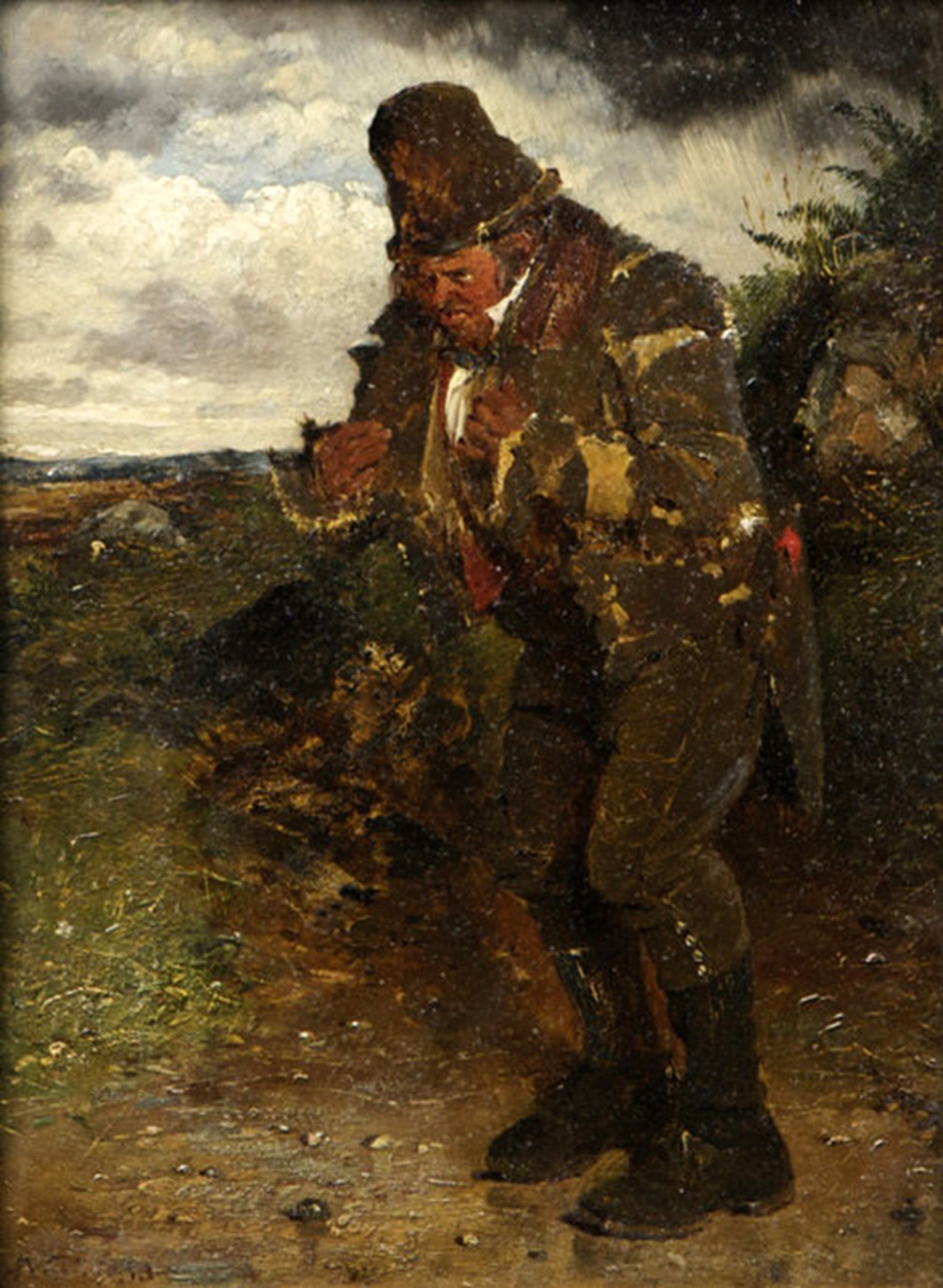
Un compatriote irlandais par Erskine Nicol
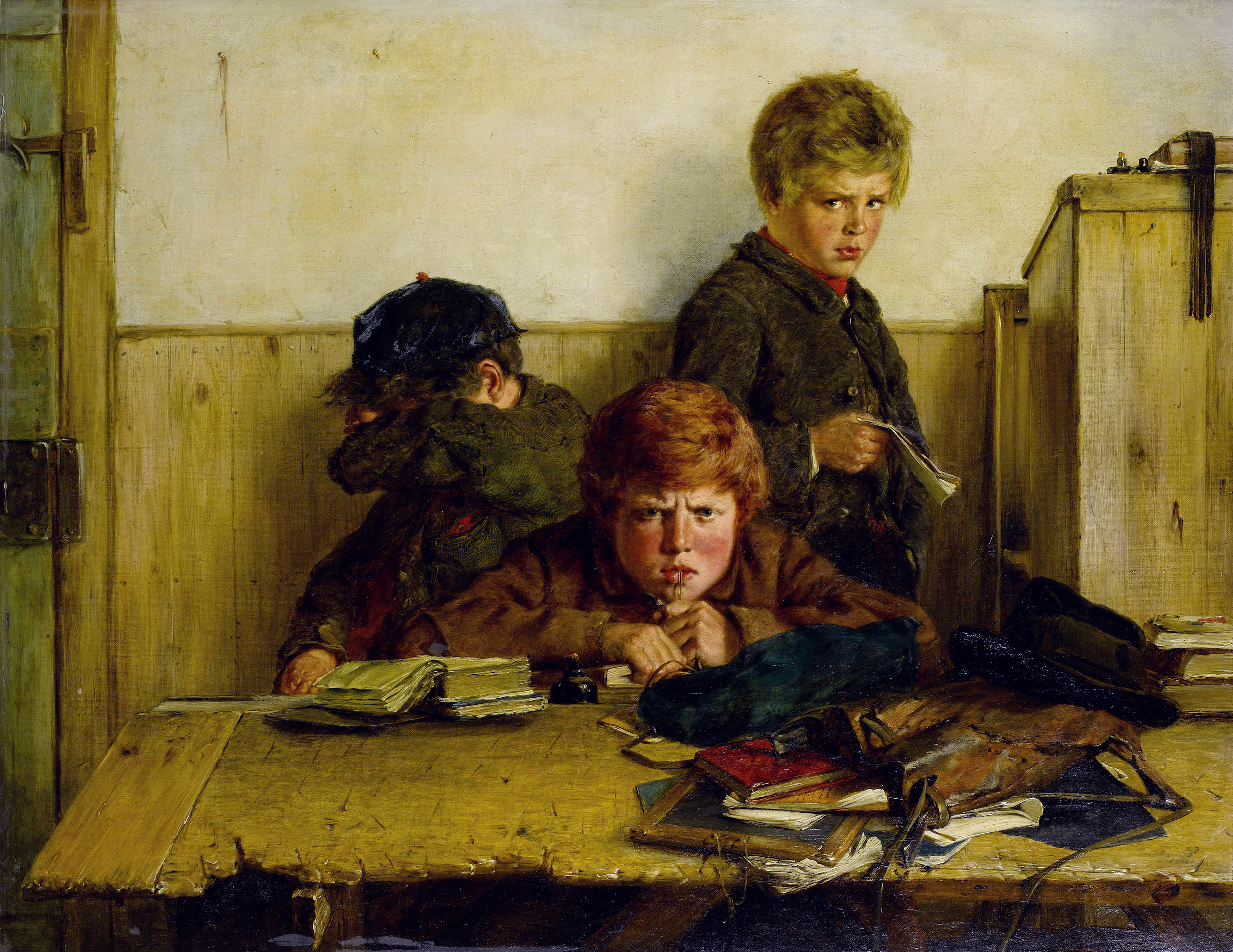
Kpet in
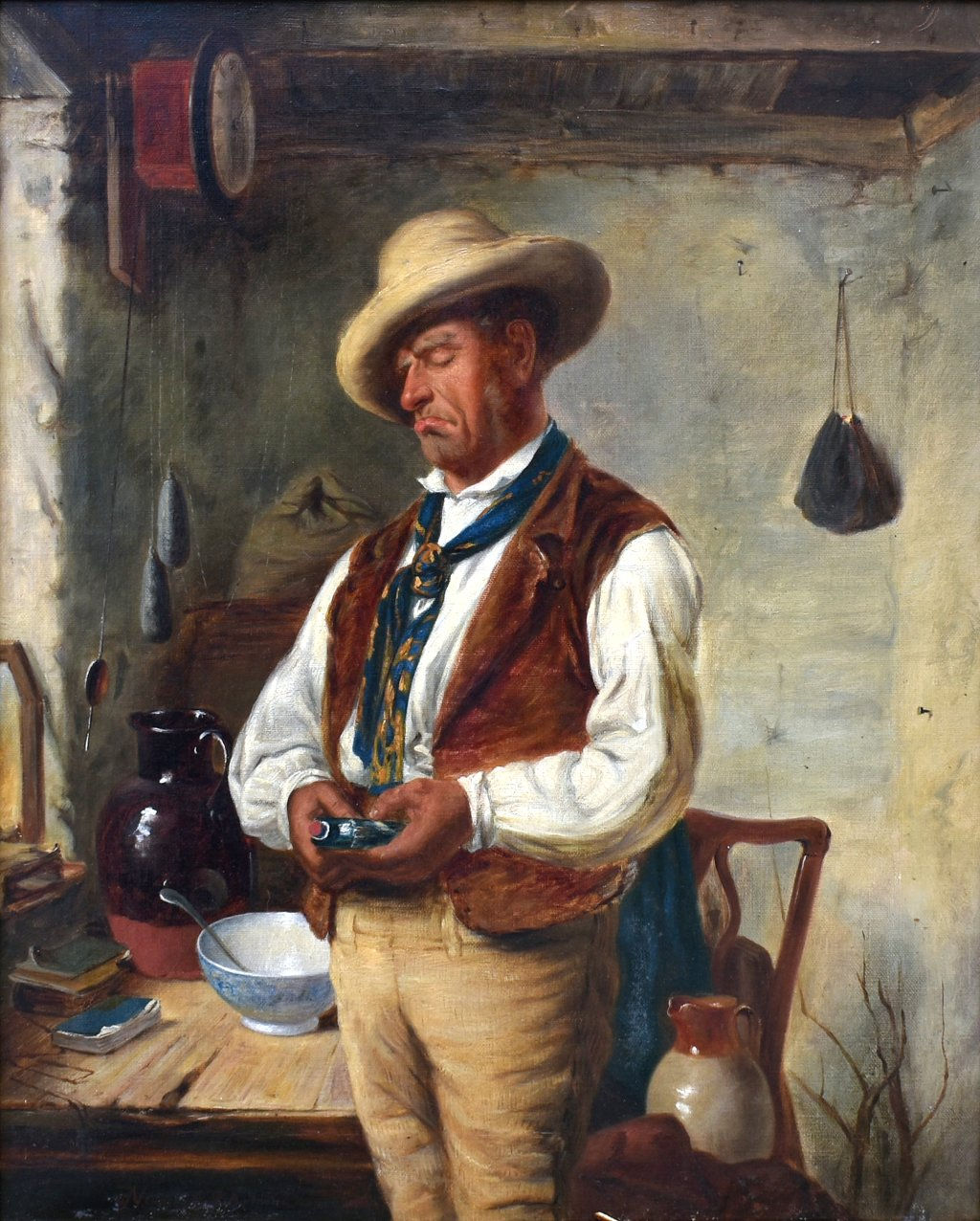
Nicolas Erskine